# 戈萊什蒂鄉 (弗朗恰縣)

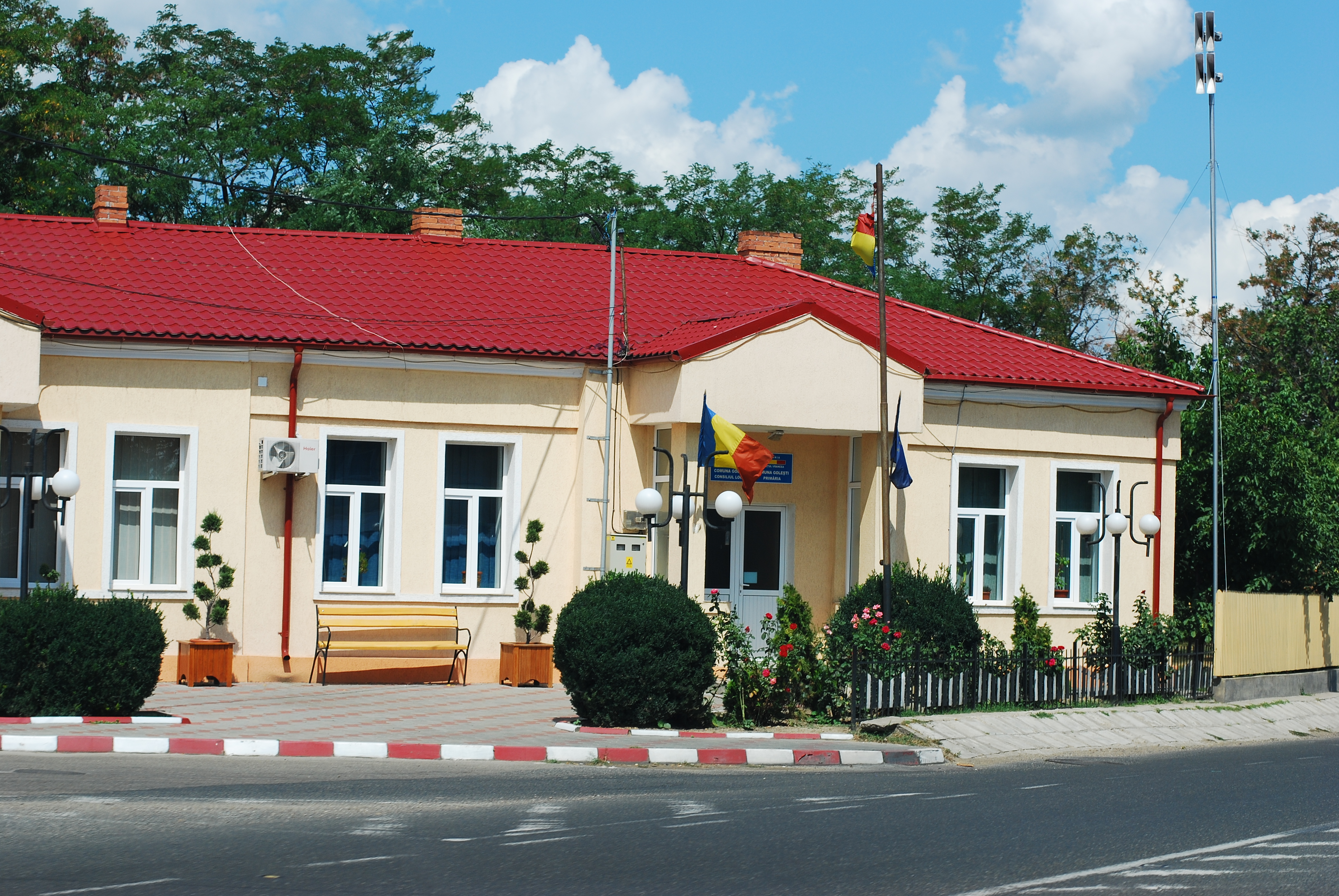

45°40′N 27°8′E / 45.667°N 27.133°E
戈萊什蒂鄉（羅馬尼亞語：Comuna Golești, Vrancea），是羅馬尼亞的鄉份，位於該國東部，由弗朗恰縣負責管轄，處於布加勒斯特以北160公里，每年平均降雨量919毫米，海拔高度46米，2002年人口4,072。